# Grúz Nemzeti Operaház
A Zacharia Paliashvili, Tbiliszi Állami Akadémiai Opera- és Balettszínház (grúzul: თბილისის ოპერისა და ბალეტის სახელმწიფო აკადემიური თეატრი), a közbeszédben: Tbiliszi Operaház, korábbi elnevezései Tifliszi Birodalmi Színház, Tifliszi Birodalmi Opera, operaház, amely Tbilisziben a Rusztaveli sugárút 25 szám alatt található. Az 1851-ben alapított Tbiliszi Opera, Grúzia fő operaháza, és Kelet-Európa legrégebbi operaházai közé tartozik.

## Leírása
1896 óta a színház egy egzotikus neo-mór épületben működik, amelyet eredetileg Victor Johann Gottlieb Schröter, balti német származású építész tervezett. Bár megjelenésében és stílusában határozottan keleti, az épület elrendezése, előcsarnokai és a nagyterem egy tipikus európai operaházé. Megalakulása óta a színházat több tűzvész is megrongálta. A szovjet és a grúz vezetés alatt  is jelentős helyreállítási munkálatokon ment keresztül. A legutóbbi felújítás 2016 januárjában fejeződött be. A tatarozás és a helyreállítás hat évig tartott, és körülbelül 40 millió dollárba került, egy grúz üzleti alapítvány adományaként. 
Az operaház Tbiliszi kulturális életének egyik fontos központja, és egykor Zacharia Paliashvili grúz zeneszerző  otthona volt, akinek nevét az intézmény 1937 óta viseli. Az operaházban működik a Grúz Állami Balett is, a nemzetközileg is elismert grúz balerina, Nina Ananiashvili vezetésével. Az elmúlt években olyan operasztárokat látott vendégül, mint Montserrat Caballé (2007-ben) és José Carreras, miközben hagyományos helyszíneként szolgált nemzeti ünnepségeknek és elnöki beiktatásoknak is.

## Története, társadalmi-politikai háttere
A Tifliszi Birodalmi Opera megalapítása szorosan összefügg az ország 1801-es Orosz Birodalom általi annektálása utáni viharos politikai folyamatokkal Grúziában. Grúzia a 19. század első felében továbbra is a cári birodalom nyugtalan és nem megfelelően integrált része maradt. Az orosz politikával elégedetlen grúz arisztokrácia 1832-ben a helyi orosz kormány megdöntésére törekedett. Amikor felfedezték tervüket, az a következő években számos letartóztatáshoz és elnyomáshoz vezetett. Mihail Voroncov gróf Kaukázus új alkirálya, Mihail Voroncov gróf számos kulturális kezdeményezést hajtott végre, amelyek közül az egyik az opera megalapítása volt, hogy a grúz véleményt ezen elhúzódó nehézségek miatt kibékítse. Létrehozásának deklarált célja a „közjólét” javára volt, de fontos politikai célt is szolgált, hogy a helyi grúz arisztokráciát teljes mértékben integrálja a birodalmi társadalmi életbe, ezáltal elvonja a figyelmüket minden további oroszellenes összeesküvéstől.  

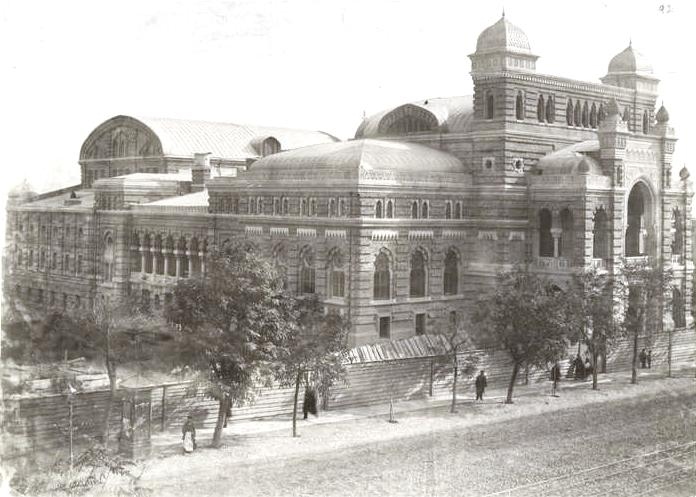
Tiflisz, a színház az 1800-as évek végén

A grúzok megelégedésére Voroncov pártfogolta a grúz nyelvű színházi előadásokat, és mindent megtett, amit Szentpétervár engedett, hogy megnyerje a helyieket. Az ilyen típusú erőfeszítések különösen fontosak voltak az észak-kaukázusi Shamil lázadás fényében, amely arra késztette az oroszokat, hogy a grúz arisztokratákat tekintsék az egyetlen bástyának, amely Oroszország déli birodalmi határait védi.  Voroncov békéltető erőfeszítései nem voltak ellentmondásoktól mentesek, mivel nem minden orosz lelkesedett a nem oroszok hozzájárulásáért a város kulturális fejlődéséhez; egyesek kifogásolták a grúz nyelvű produkciókat, és más napokra tették át azokat, ahelyett, hogy megelőzték volna a szokásos operaelőadásokat, ahogyan azt addig tették. 

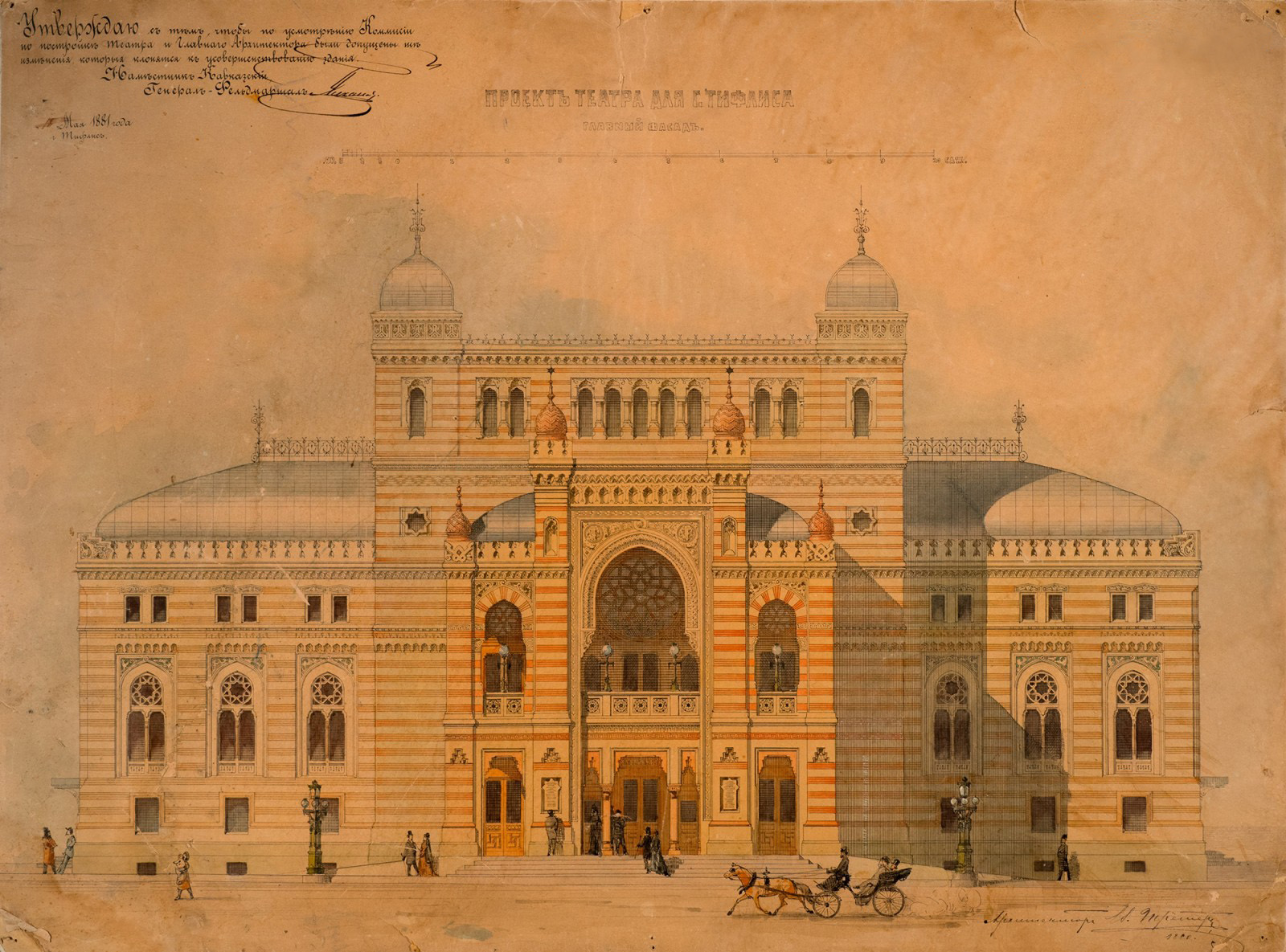
A Victor Schröter által készített Tifliszi Birodalmi Színház terve

Voroncov kezdeményezésére a színház helyét a Rusztaveli sugárúton, az Erivanszkij téren választották ki, egy olyan területen a terjeszkedő város központjában, amelyet az adminisztráció is helyesen előre látott. A földet a Tiflisz kormányzóság kormányzója ingyen kapta, feltéve, hogy a színház a városé lesz. 
A Tifliszi Birodalmi Színház alapjait 1847. április 15-én tették le. Giovanni Scudieri olasz építészt, aki Odesszából érkezett Tifliszbe, felvették a munkaprogram vezetésére. Az építkezés 1851-ben fejeződött be.  A színház belsejét egy párizsi tervező díszítette, színes bársony, arany és ezüst részletekkel, valamint drága selymekkel. A masszív, 1218 kilogramm (2685 lb) súlyú csillár darabjait, 12 nagy dobozban, egy gőzhajó szállította Marseille-ből a Fekete-tenger partján fekvő Kulevibe, majd bivaly szekerekkel szállították tovább a több mint 300 kilométer (190 mi) után Tifliszbe.  Grigorij Gagarin orosz festő készítette a színház műalkotásait és első színpadi függönyét. A második függönyt Sergo Kobuladze tervezte az 1950-es években.  Az alkirály Voroncov gróf, Vladimir Sollogub írót nevezte ki a színház első igazgatójának.

## Megnyitás és az első előadások

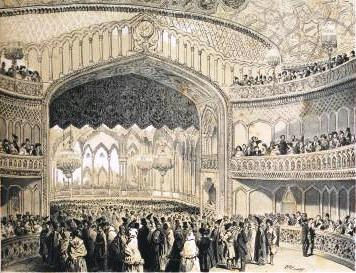
Ünnepélyes megnyitó, 1851. április 12

1851. április 12-én tartották a színház ünnepélyes megnyitóját, amelyen részt vett Tiflisz előkelő társasága is. Mivel a színházi színpad még nem készült el, a színház álarcosbált és jótékonysági gyűjtést tartott a Szent Nina nevét viselő női főiskola javára.
Néhány hónappal később a népszerű párizsi L'Illustration újság (1851. október 25-i szám) kinyomtatta Edmond de Bares nagy cikkét, két képpel a színház belső tereiről, helyiségeiről. A szerző ezt írta: "Ez az egyetlen színház a városban, amelynek belseje teljesen mór stílusú, és kétségtelenül az egyik legelegánsabb, legszebb és leglenyűgözőbb színházi építmény, amelyet ember talált ki." 
1851 tavaszán a színházigazgató meghívott egy olasz operatársulatot, amely Francisco Asenjo Barbieri karmester vezetése alatt az Orosz Birodalomban járt, hogy fellépjen Tifliszben. Az olasz társulat kocsin utazott Novocherkasszkból, de útközben megbetegedtek és kimerültek, ahogy a Kaukázus-hegységbe igyekeztek. Mire a dél-oroszországi Sztavropolba értek, minden türelmüket elvesztették, és nem voltak hajlandók továbbutazni Tifliszbe. Végül folytatták az utat, gyakran megálltak pihenni, miközben a grúz hadiúton haladtak, mielőtt 1851. október 9-én megérkeztek Tifliszbe. 
Egy hónappal később hivatalosan is megnyílt az első színházi évad Tifliszben Gaetano Donizetti Lammermoori Lucia című operájával. A nagy sikert aratott látványosság után a házigazdák Barbierit és társulatát a Kura folyó bal partjára vezették nyilvános lakomára, ahol az emberek egész éjszaka hajókon ünnepeltek.
Az olaszok 12 különböző operaelőadást adtak elő három hónap alatt. Ennek eredményeként a zenekar új hangszerekkel és kottákkal gazdagodott. Külföldi zenekari előadók érkeztek Tifliszbe, és közülük néhányan ott le is telepedtek. 

## Tűzvész és újjáépítés

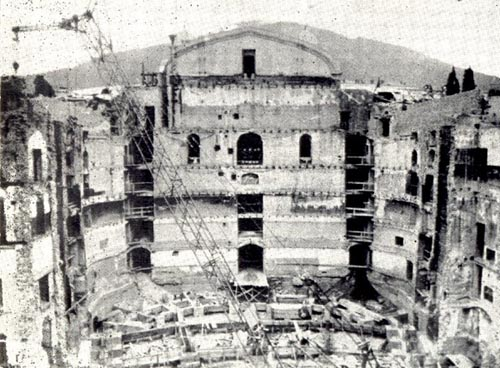
A színház az 1874-es pusztító tűzvész után

1874. október 11-én Vincenzo Bellini Norma című művének előadása előtt tűz ütött ki. Bár a tűzoltóság az utca túloldalán volt, a tűzoltók először nem reagáltak, és nem hoztak létrát, amikor megtették, ami felháborodást és a tűz szándékosságának vádját váltotta ki. A színház teljesen megsemmisült, beleértve a gazdag zenei könyvtárat, a jelmezeket, a díszleteket, a kellékeket és Gagarin összes festményét. 
Tervek készültek az operaház újjáépítésére. A színház vezetése úgy döntött, hogy a "Nyári Színházból" folytatja a megkezdett szezonját, és december 27-én visszatért Norma című előadásával.
A város pályázatot hirdetett új építészeti terv elkészítésére. Viktor Schröter német származású szentpétervári építész nyújtotta be a nyertes tervet. Az új színház építése évekig tartott. A munkálatok során ismétlődő késések voltak, a tervet Michael Nikolaevich nagyherceg kormányzó hivatalosan csak 1880-ban hagyta jóvá. Még az építkezés megkezdése után is néha teljesen leállt. 
A színház végül 1896-ban nyílt meg újra.

## 20. század
1937-ben a színházat Grúzia egyik nemzeti zeneszerzője Zacharia Paliashvili,  tiszteletére nevezték át. Az 1990-es években Grúziában a nyugtalanság és a destabilizáció hatással volt a tbiliszi operaszínházra, ahogy sok másra is az országban. A kormány nem tudott elegendő forrást biztosítani a színház működéséhez: ez megakadályozta új díszletek, jelmezek készítését, művészek toborzását és az amúgy is sérülékeny épület karbantartását. A rózsaforradalmat követően azonban az újonnan megválasztott kormány kulturális reformjai részeként javított az opera helyzetén.

## Lásd még
- Rusztaveli Színház
- Tbiliszi Állami Konzervatórium
- Jansug Kakhidze